# أحوال عبد الواسع (السياني)

تعديل مصدري - تعديل

أحوال عبد الواسع محلة تابعة لقرية الذراع، التابعة لعزلة الدامغ بمديرية السياني إحدى مديريات محافظة إب في الجمهورية اليمنية.، بلغ تعداد سكانها 29 حسب تعداد اليمن لعام 2004.